# Inti
Inti er det samlede symbol på solguden i inkaernes oprindelige religion. Inti omfatter summen af solgudens fremtræden, idet inkaerne opdelte Intis identitet i flere af Solens forskellige aspekter.  Inti anses som den samlende guddom og personificeringen af Inkariget. Inti blev tilbedt som den største guddom i Inkariget, men det præcise mytologiske ophav til Inti er ukendt. Den mest forekommende forklaring er, at Inti var søn af Viracocha, civilisationens gud.

## Legende og historie
Inti og søsteren, månegudinden Mama Quilla, blev generelt anset som  venlige og beskyttende guddommeligheder. Mama Quilla fødte Jorden. Deres hof bestod af Regnbuen, Plejaderne, Venus og andre. Den første Inka, Manco Cápac, ansås som søn af Inti.
Ifølge myten lærte Inti sin søn Manco Cápac og datteren Mama Ocllo civilisationens kunst, og de to blev sendt til Jorden for at videregive deres viden til menneskeheden. En anden legende anser dog Manco Cápac som søn af Viracocha.
Inti befalede sine børn at anlægge inkaernes hovedstad dér hvor en guddommelig gylden wedge som de havde med sig ville gennembryder jorden. Inkaerne mente, at dette skete i Cuzco. Sapa Inka blev anset for at være Intis repræsentant på Jorden. Pachacuti er ofte forbundet med oprindelsen og udbredelsen af inkaernes tilbedelse af Solen.
Willaq Umu var Solens (Intis) ypperstepræst. Hans position var den næsthøjeste i Inkariget; direkte under Sapa Inka, og de var ofte brødre. Kejserens og dennes familie ansås at nedstamme fra Inti.

## Tilbedelse
Inkaerne foretog mange ceremonier til Solens ære for at sikre Sapa Inkas velbefindende. Solen spillede en stor rolle for inkaerne, særlig for den del, der levede i højlandet, hvor agerdyrkning var særlig vanskelig. Inkaerne mente, at Solens varme skabte regn, hvilket hang sammen med, at Solen var varmere og kraftigere under regntiden end under de tørre perioder.
Inkaerne anvendte betydelige ressourcer i tilbedelsen af Inti. De erobrede provinser skulle levere op til en tredjedel af land og dyreholdene til Inti, ligesom enhver af de større provinser skulle have et Soltempel med mandlige og kvindelige præster. De kvindelige præster var mamakuna, der blev udpeget blandt aqllakuna ("De udvalgte kvinder"), der bl.a. Stod for brygning af chicha, der blev drukket ved festivaler og ofringer Inti.
Hovedsædet for Inkaernes religion var templet Coricancha i Cuzco. I templet var der i nicher i murene, hvor de mumificerede lig af de tidligere Sapa Inkaer var opbevaret tillige med forskellige statuer af Inti, der blev benyttet ved festivaler og ceremonier. Nogle afbildninger af Inti fremstillede ham i menneskelig form med en udhulet krop, der var fyldt ud med en blanding af guldstøv og aske fra Sapa Inkaernes hjerter. Inti fremstilles ofte som en gylden strålende solskive med  et menneskeligt ansigt. Der var opbevaret mange af sådanne skiver i Cuzco og andre større byer overalt i imperiet, særlig i Coricancha.
Tilbedelsen af Inti og udviklingen af en Inti-kult havde nær sammenhæng med Inkarigets personificering af Sapa Inka som værende Inti, og dyrkelsen af Inti legitimerer og cementerede Sapa Inkas magt i riget og i de erobrede provinser.

## Inti Raymi
Festivalen Inti Raymi afholdes til fejring af solguden og var oprindelig en fejring af begyndelsen af et nyt år og plantning af nye afgrøder. Festivalen afholdes fortsat og tiltrækker mange turister i Cuzco, der er Inkariget tidligere hovedstad. Inti Raymi, blev afholdt ved den sydlige halvkugles  vintersolhverv, der i Inkariget blev fejret omkring den 24. juni. Alle fire af Inkarigets regioner deltog i festivalen, hvor de militære ledere optrådte med de bedste klæder, våben og instrumenter. 
Inden festivalen blev fastet i tre dage! i hvilken periode, der ikke blev tændt lys eller bål! og hvor der blev udvist seksuel afholdenhed. Efter fasten begyndte festivalen, der varede ni dage, hvor der blev indtaget store mængder mad og drikke. på festivalens første dag blev foretaget ofringer. Efter de ni dage rejste deltagerne hjem med Sapa Inkas tilladelse.